# Football Club Torinese 1902
Questa voce raccoglie le informazioni riguardanti il Football Club Torinese nelle competizioni ufficiali della stagione 1902.

## Stagione
Supera l'eliminatoria piemontese dopo aver eliminato la Juventus in uno spareggio, dopo essere arrivati a pari punti. Nella semifinale del torneo fu eliminata dal Genoa.

## Divise
La maglia utilizzata per gli incontri di campionato era a strisce verticali oro-nero.
| Manica sinistra · Manica sinistra · Maglietta · Maglietta · Manica destra · Manica destra · Pantaloncini · Calzettoni |

## Organigramma societario
Area direttiva
- Presidente:

Area tecnica
- Allenatore: Albert Weber

## Rosa
| N. |                        | Ruolo | Calciatore            |
| -- | ---------------------- | ----- | --------------------- |
|    | Inghilterra (bandiera) | P     | George Beaton         |
|    | Italia (bandiera)      | P     | Beniamino Nicola      |
|    | Italia (bandiera)      | D     | Uberto Cagnassi       |
|    | Italia (bandiera)      | D     | Marcello Colongo      |
|    | Italia (bandiera)      | D     | Eugène De Fernex      |
|    | Italia (bandiera)      | D     | Carlo Nasi            |
|    | Germania (bandiera)    | D     | Franz Josef Schönbrod |
|    | Italia (bandiera)      | C     | Charles De Fernex     |
|    | Italia (bandiera)      | C     | Costantino Nicola     |

| N. |                        | Ruolo | Calciatore     |
| -- | ---------------------- | ----- | -------------- |
|    | Svizzera (bandiera)    | C     | Albert Weber   |
|    | Italia (bandiera)      | A     | Guido Beltrami |
|    | Italia (bandiera)      | A     | Edoardo Bosio  |
|    | Inghilterra (bandiera) | A     | Edward Dobbie  |
|    | Germania (bandiera)    | A     | Hugo Mützell   |
|    | Italia (bandiera)      | A     | Ernesto Verdun |
|    | Italia (bandiera)      |       | Jean De Fernex |
|    | Italia (bandiera)      |       | Fritz Tobler   |
|    | Italia (bandiera)      |       | Carlo Von      |

## Calciomercato
| Acquisti | Acquisti          | Acquisti | Acquisti   |
| R.       | Nome              | da       | Modalità   |
| -------- | ----------------- | -------- | ---------- |
| P        | Beniamino Nicola  |          | svincolato |
| C        | Costantino Nicola |          | svincolato |
| A        | Edward Dobbie     | Milan    | definitivo |

| Cessioni | Cessioni         | Cessioni | Cessioni      |
| R.       | Nome             | a        | Modalità      |
| -------- | ---------------- | -------- | ------------- |
| C        | Giuseppe Lubatti |          | fine carriera |
| A        | Franz Södvitch   |          | fine carriera |

## Risultati

### Campionato Italiano di Football

#### Eliminatorie piemontesi
| Arbitro: | Franzi (Torino) |

|   |           |   |
| ? | Marcatori | ? |

| Torino 9 marzo 1902 Eliminatoria regionale - 2ª giornata | Torinese | 2 – 0 (tav.) | Ginnastica Torino | Campo di Piazza d'Armi di Torino |

| Arbitro: | Calì (Genova) |

|              |           |  |
| Weber rig’ ? | Marcatori |  |

| Torino 23 marzo 1902 Spareggio        | Torinese  | 4 – 1 referto | Juventus | Campo di Piazza d'Armi |
| \| \| \| \| \| ? \| Marcatori \| ? \| |           |               |          |                        |
|                                       |           |               |          |                        |
| ?                                     | Marcatori | ?             |          |                        |

#### Semifinale
| Arbitro: | Kilpin (Milano) |

|                      |           |       |
| Cagnassi 5’ Verdun ? | Marcatori | 10’ ? |

### Medaglia del Re

#### Finale
| Arbitro: | Bosisio (Milano) |

|                      |           |  |
| Kilpin Rizzi Cederna | Marcatori |  |

## Statistiche

### Statistiche di squadra
| Competizione                    | Punti | In casa | In casa | In casa | In casa | In casa | In casa | In trasferta | In trasferta | In trasferta | In trasferta | In trasferta | In trasferta | Totale | Totale | Totale | Totale | Totale | Totale | DR |
| Competizione                    | Punti | G       | V       | N       | P       | Gf      | Gs      | G            | V            | N            | P            | Gf           | Gs           | G      | V      | N      | P      | Gf     | Gs     | DR |
| ------------------------------- | ----- | ------- | ------- | ------- | ------- | ------- | ------- | ------------ | ------------ | ------------ | ------------ | ------------ | ------------ | ------ | ------ | ------ | ------ | ------ | ------ | -- |
| Campionato Italiano di Football | 7     | 4       | 3       | 0       | 1       | 11      | 5       | 1            | 0            | 1            | 0            | 1            | 1            | 5      | 3      | 1      | 1      | 12     | 6      | +6 |
| Medaglia del Re                 | -     | 0       | 0       | 0       | 0       | 0       | 0       | 1            | 0            | 0            | 1            | 0            | 7            | 1      | 0      | 0      | 1      | 0      | 7      | -7 |
| Totale                          | 7     | 4       | 3       | 0       | 1       | 11      | 5       | 2            | 0            | 1            | 1            | 1            | 8            | 6      | 3      | 1      | 2      | 12     | 13     | -1 |

### Statistiche dei giocatori
| Giocatore        | Campionato Italiano di Football | Campionato Italiano di Football |
| Giocatore        | Presenze                        | Reti                            |
| ---------------- | ------------------------------- | ------------------------------- |
| G. Beaton        | 0                               | 0                               |
| G. Beltrami      | 4                               | 0                               |
| E. Bosio         | 0                               | 0                               |
| U. Cagnassi      | 4                               | 1                               |
| M. Colongo       | 0                               | 0                               |
| C. De Fernex II  | 4                               | 0                               |
| E. De Fernex I   | 4                               | 0                               |
| J. De Fernex III | 4                               | 0                               |
| E. Dobbie        | 4                               | 0                               |
| H. Mützell       | 4                               | 0                               |
| C. Nasi          | 0                               | 0                               |
| B. Nicola I      | 4                               | -6                              |
| C. Nicola II     | 4                               | 0                               |
| F. J. Schönbrod  | 0                               | 0                               |
| E. Verdun        | 4                               | 1                               |
| A. Weber         | 4                               | 1                               |